# Coimbatore
Coimbatore em tâmil: கோயம்புத்தூர்; [kɔəjmbaːʈɔrɪ]), também conhecida como Kovai (em tâmil: கோவை; pronúncia [kɔʋaːəj] (escutarⓘ)), é a segunda maior cidade do estado de Tamil Nadu, com uma população na sua área metropolitana que excede os dois milhões. É um importante centro de comércio e indústria têxtil, e é chamada a "Manchester da Índia do Sul". Dispõe de aeroporto.